# Йоргос Камініс
Йоргос Камініс (грец. Γιώργος Καμίνης, 15 липня 1954, Нью-Йорк) — грецький правник, професор конституційного права, омбудсмен в Греції з 2003 по 2010 рік. На місцевих виборах 2010 року обраний мером Афін.

## Біографія
Йоргос Камініс народився у Нью-Йорку. Освіту здобув на правничому факультеті Афінського університету, який закінчив 1980 року. Пізніше продовжував освіту в Університеті Париж II, Університеті Париж I; доктор права з 1989 року.
У листопаді 1982 року почав займатись науковими дослідженнями і тимчасово викладати на юридичному факультеті Афінського університету. 1991 року обраний викладачем і доцентом в 1998 році. З вересня 1989 року він був науковим співробітником кафедри парламентських вчень і досліджень у складі Управління досліджень Грецького парламенту.
В період з 1989 по 2003 рік Йоргос Камініс працював заступником омбудсменаΑ, а з квітня 2003 року до 2010 року — омбудсменом в Греції.
На місцевих виборах 2010 року обраний мером Афін. До своїх обов'язків Йоргос Камініс приступить 1 січня 2011 року.